# 열대·아열대 건조활엽수림

열대·아열대 건조활엽수림(tropical and subtropical dry broadleaf forests)은 열대 및 아열대 지역에서 나타나는 생물군계 중 하나다. 열대 건조림(tropical dry forest), 건조우림(dry rainforest)이라고도 한다. 따뜻하고 연간 강수량이 수백 센티미터에 달하지만 건기가 매우 길어서 몇 개월간 지속되는 곳이다. 이 계절성 가뭄이 건조우림의 모든 동식물의 삶에 지대한 영향을 미친다.
이 숲의 나무들은 낙엽수가 발달하며, 가뭄 계절이 오면 수분 손실을 막기 위해 잎을 떨어뜨린다. 인간의 자재로 이용되는 흑단, 티크 같은 목재들도 수분 손실을 막기 위해 줄기 껍질을 치밀하게 만들기 때문에 형성되는 것이다. 드물게 물에 닿을 수 있는 곳에서는 상록수가 발달한다. 대표적인 건조상록우림으로는 동데칸 건조상록수림, 스리랑카 건조지대 건조상록수림, 동남인도차이나 건조상록수림 등이 있다.
열대우림에 비하면 생물다양성은 떨어지지만, 그래도 매우 높은 생물다양성을 가지고 있다. 포유류는 오히려 열대우림보다 더 많다. 특히 아시아와 아프리카에서 그러하다.